# Узлісся на острогах балки
Узлісся на острогах балки — ентомологічний заказник місцевого значення. Об'єкт розташований на території Токмацького району Запорізької області, КСП ім. Калініна.
Площа — 5 га, статус отриманий у 1984 році.